# SAGA System
Il SAGA è un regolamento di gioco di ruolo narrativo scritto da William W. Connor, che enfatizza lo sviluppo della storia, usando "carte fato" per determinare il risultato delle azioni. Le carte mostrano numeri, semi, stati positivi e negativi e suggerimenti per il gioco di ruolo che guidano il dungeon master nel raccontare la storia e gestire il gioco. Il sistema è stato usato dalla Tactical Studies Rules per il gioco Dragonlance: Fifth Age ambientato nell'universo di Dragonlance e per il  Marvel Super Heroes Adventure Game, sempre della TSR. Sue Cook fu la brand manager per entrambi i giochi e aiutò a progettarne le regole.

## Regolamento
Ogni giocatore ha una mano di carte fato che rappresentano la salute del suo personaggio giocante e le azioni che può compiere. Il numero massimo di carte che può avere in mano dipende dalle cerche che ha completato. Questo sostituisce i punti esperienza di altri regolamenti di gioco di ruolo. Le carte sostituiscono anche i tiri di dadi. Quando un giocatore tenta un'azione gioca una carta dalla sua mano. Se il seme della carta corrisponde al tipo di azione tentata (per esempio, spade per azioni collegate alla forza) viene considerata una briscola. Giocare una briscola significa che il giocatore può pescare un'altra carta dal mazzo del fato e aggiungere il numero su di essa al suo totale per l'azione. Se il totale giocato supera la difficoltà dell'azione tentata allora l'azione riesce.
Quando un personaggio viene ferito il giocatore deve scartare il numero di punti danno subiti dalla sua mano. Quando un giocatore resta senza carte in mano il personaggio sviene.